# Zéphirin Dakuyo
Zéphirin Dakuyo, né en 1955 et mort le 15 octobre 2023, est un phytothérapeute burkinabè. Il est l'un des précurseurs de la modernisation de la médecine traditionnelle au Burkina Faso depuis 1982.

## Biographie

### Enfance et études
Pando Zéphirin Dakuyo naît en 1955 à Massala, village situé à Dédougou dans la Boucle du Mouhoun. Il fait ses études primaire à Massala dans son village natal avant de continuer au petit séminaire Saint Paul de Tionkuy, puis le petit séminaire Notre Dame d'Afrique de Koudougou pour ses études secondaires. Il obtient son baccalauréat au Collège de la salle à Ouagadougou et continue ses cours universitaires à l'Université Cheikh-Anta-Diop à Dakar de 1976 à 1982. Puis il obtient sa thèse à Organisme Africain de Recherche en Nutrition Humaine (ORANA) et devient pharmacien biologiste. Il occupera uniquement ce poste jusqu'à sa retraite,.

### Carrière professionnelle
Une fois rentré au pays, il est affecté au ministère de la santé où il commence sa carrière professionnelle comme pharmacien à Banfora en septembre 1982. Mais ne rejoint son poste qu'en janvier 1983. Il fut le premier pharmacien affecté officiellement à l‘hôpital et à la direction départementale de la Santé à Banfora.
Il est considéré comme un révolutionnaire de la pharmacopée traditionnelle. Il fonde son laboratoire dénommé les laboratoires Phytofla,,une entreprise spécialisée dans la transformation et la commercialisation des plantes médicinales sous forme de phytomédicaments, 5 médicaments ayant une autorisation de mise en vente du ministère de la Santé, notamment Dribala et Saye pour le paludisme, le Sirop Duba pour la toux, la potion Kunan contre la fatigue et le savon Mitraca contre les problèmes de peau.

### Mort
Il meurt le 15 octobre 2023 à Abidjan en Côte d'Ivoire,.

## Distinctions
Dr Zéphirin Dakuyo est un révolutionnaire de la pharmacopée traditionnelle. Il fonde son laboratoire dénommé Les Laboratoires Phytofla, une entreprise spécialisée dans la transformation et la commercialisation des plantes médicinales sous forme de phytomédicaments, 5 médicaments ayant une autorisation de mise en vente du ministère de la Santé, notamment Dribala et Saye pour le paludisme, le Sirop Duba pour la toux, la potion Kunan contre la fatigue et le savon Mitraca contre les problèmes de peau.